# 夢を追いこして
「夢を追いこして」（ゆめをおいこして）は、日本のロックミュージシャンである柳ジョージが、1994年9月21日にMCAビクターからリリースした20枚目のシングルである。

## 解説
表題曲「夢を追いこして」と、カップリング曲の「GIVE SOME LOVE」は、同年に発売されたアルバム『STORAGE』からのシングルカット作品。
表題曲「夢を追いこして」は、内田有紀が出演したロッテ『ガーナチョコレート』のTV-CFソングに起用された。

## 収録曲
| #         | タイトル                     | 作詞       | 作曲       | 編曲                | 時間  |
| --------- | ---------------------------- | ---------- | ---------- | ------------------- | ----- |
| 1.        | 「夢を追いこして」           | IBIZA      | 筒美京平   | 松下誠              | 4:20  |
| 2.        | 「GIVE SOME LOVE」           | 柳ジョージ | 柳ジョージ | 松下誠              | 5:30  |
| 3.        | 「BAD GENERATION」           | 工藤哲雄   | 筒美京平   | Achilles C. Damigos | 4:03  |
| 4.        | 「夢を追いこして」(カラオケ) |            |            |                     | 3:38  |
| 合計時間: | 合計時間:                    | 合計時間:  | 合計時間:  | 合計時間:           | 17:31 |